# Wysokie Mazowieckie
Wysokie Mazowieckie est une ville de Pologne, située dans la voïvodie de Podlachie. Elle est le chef-lieu du powiat de Wysokie Mazowieckie.